# Hoazinoides
Hoazinoides es un género extinto de ave del orden de los cuculiformes, que comprende a los modernos cucos y a los hoacines. La única especie conocida es Hoazinoides magdalenae, nombre que se refiere a su parecido a los hoazines y a su descubrimiento cerca de la cuenca del río Magdalena, siendo parte de la conocida fauna de La Venta, en los "lechos de Mono" ("Monkey Beds") de la formación Villavieja, en la actual Colombia, que datan de mediados del período Mioceno.
Como otras aves fósiles, es conocida a través de restos fragmentarios, entre ellos una parte posterior del cráneo, el espécimen UCMP 42823, y restos de los huesos de las extremidades. De estos restos se deduce que esta ave era de forma similar a la del hoacín, si bien de menor tamaño, y distinguiéndose de este en que la pared parietal del cráneo es cóncava y el hueso coracoides y el esternón no se hallaban fusionados, motivo por el cual algunos expertos no le consideran parte de la familia de los hoacines (Opisthocomidae) y se le creó una familia particular, Hoazinoididae, dentro de los cuculiformes, dejando en el aire la cuestión de su parentesco exacto con sus símiles modernos. Cabe destacar que sus pies eran similares a los de los actuales búhos, en los cuales el cuarto dedo puede girar hacia atrás. Adicionalmente, restos de su ulna o cúbito distal y del carpo-metacarpo sugieren que sus brazos presentaban adaptaciones similares a las de los hoacines para poder engancharse a las ramas de los árboles, algo necesario en un ambiente selvático para un ave de escasa movilidad.